# Times Square

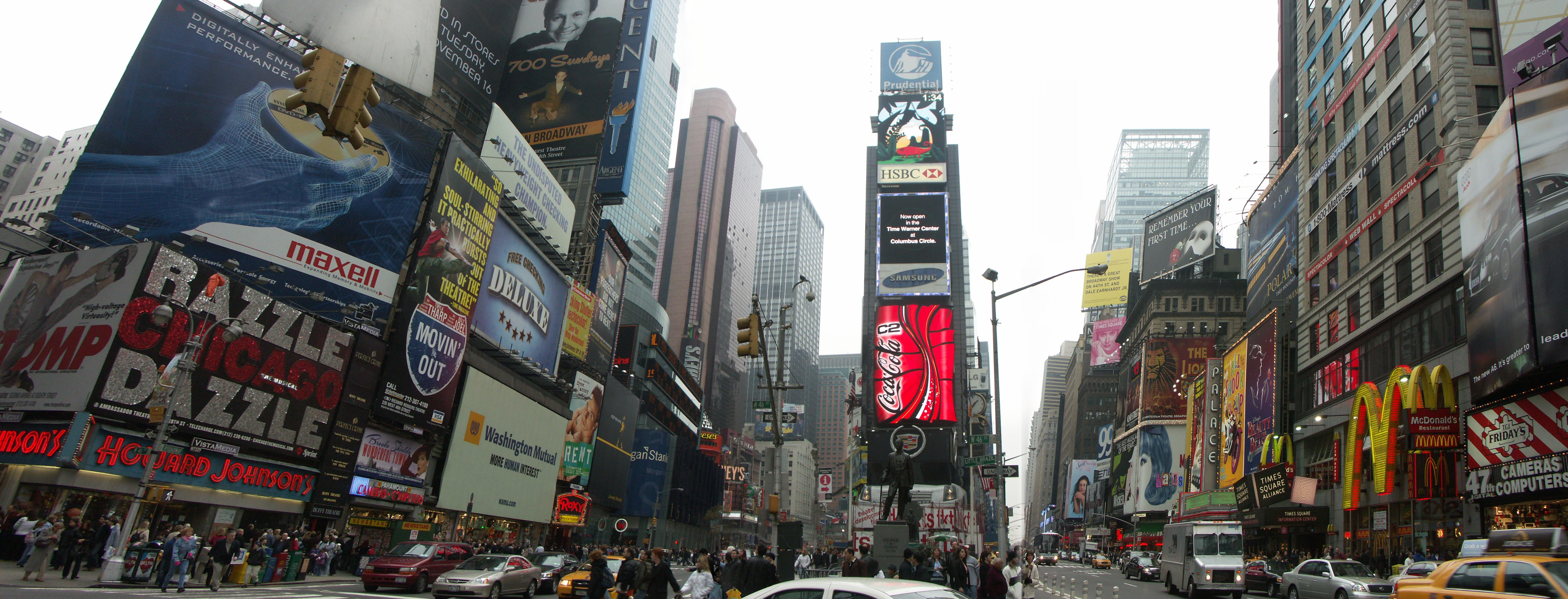
A Times Square

A Times Square New Yorkban, Manhattan városrész egyik negyede. Egyike a legismertebb amerikai negyedeknek, a napi látogatószáma eléri a 330 ezret. Itt található Manhattan számos híres épülete is.

## A Times Square a kultúrában
Mivel éjjel-nappal igen forgalmas, ezért több filmet is forgattak itt. Elég egy rövid vágókép innen, hogy mindenki tudja, Manhattanban vagyunk, ha pedig teljesen üresen mutatják, azzal a drámai hatást fokozzák a készítők.

## Közlekedés
A negyedet a New York-i metró 1, 2, 3, 7, A, C, E, N, Q, R és S jelű járatai érintik.